# Mongol (cantor)
Arlindo Carlos Silva da Paixão, também conhecido como Mongol, foi um músico, cantor e compositor brasileiro.   
Iniciou sua carreira artística em meados da década de 70, apresentando-se no circuito alternativo do Rio de Janeiro, ao lado do cantor e violonista Oswaldo Montenegro, do cantor Zé Alexandre e da flautista Madalena Salles. Em 1980, venceu o festival MPB 80 (MPB Shell) da Rede Globo, com sua canção Agonia, defendida por Oswaldo Montenegro.
Além de compor diversas canções em parceria com Oswaldo Montenegro, como Lume de Estrelas, Sempre não é Todo Dia (para o espetáculo Aldeia dos Ventos) e Taxímetro (para o espetáculo Os Menestréis), criou em 1998 o grupo Akundum, formado ainda por Marcelo Pimenta (baixo), Deusete Maranhão (teclados), Gláucio Ayala (bateria), Ludmila (vocal) e os bailarinos Giovanna Albuquerque, Márcio Machado e Júnia de Moraes. O grupo ganhou Disco de Ouro graças ao sucesso da música Emaconhada. Mongol também compôs e gravou em Miami com a banda de reggae jamaicana Inner Circle.
Faleceu em 11 de maio de 2021, no hospital da Fundação Oswaldo Cruz, no Rio de Janeiro, vítima da Covid-19.

## Discos

#### Olhos Vigilantes (1985)
Faixas
1. Festival de Bolachadas (Gordurinha - Jorge Veiga)
2. Drops de Hortelã (Oswaldo Montenegro)
3. Negra Tez (Zé Alexandre - Mongol)
4. Tirei seu Filme de Cartaz (Zé Alexandre - Mongol)
5. Mana (Mongol)
6. Olhos Vigilantes (Mongol)
7. Os Pombos (Mongol)
8. Meus Bons Amigos (Mongol)
9. Teu Sonho Começou (Mongol)
10. Vamos a Bailar (Mongol)

#### Histórias São Canções (2007)
Faixas
1. Agonia (Mongol)
2. Aquela Coisa Toda (Mongol)
3. Sempre não é Todo Dia (Mongol - Oswaldo Montenegro)
4. Estrela de Neon (Mongol)
5. Olhar de Tela (Zé Alexandre - Mongol - Oswaldo Montenegro)
6. A Barra do Dia
7. Aonde Foi o Sol
8. A Dança dos Signos
9. Esse Fogo em Mim
10. Estrada de Minas
11. Me Beija
12. Festim
13. Essa Menina

## Outras Composições

#### Com Oswaldo Montenegro[2]
- Adeus, João
- Banal (O Blues do Travesti) - para o espetáculo Aldeia dos Ventos
- Bolero do Elite - para o espetáculo Os Menestréis
- Canção da Feira
- Canção da Rameira
- Cantiga do Cego
- Coisas de Brasília - para o espetáculo Léo e Bia
- Como se Estivesse Fora
- A Dama do Sucesso para o espetáculo Os Menestréis
- Estrada Nova
- A Festa (Pra Quem Quer se Alegrar)
- Ilariô (Toada para Madalena)
- Lenda de Árvores e Ventos
- Lume de Estrelas
- Monsieur Manuel
- Uma Nova Cidade
- Olho do Mundo
- Paixão de Bar
- Rin Tin TIn para o espetáculo Os Menestréis
- Verde
- A Vida Quis Assim
- Virgem
- Voar Leve

#### Com Zé Alexandre e Oswaldo Montenegro[2]
- Brincando em Cima Daquilo - para a peça Brincando em Cima Daquilo
- De Volta pro Paranoá
- Sabor (c/ Zé Alexandre e Oswaldo Montenegro

#### Com Zé Alexandre[2]
- Não Diga Num Blues